# Модна матуся
«Модна матуся» (англ. Raising Helen) — американська комедійна мелодрама 2004 року режисера Гаррі Маршалла за сценарієм Джека Амієля та Майкла Беглера.

## Короткий сюжет
Гелен Гарріс є наймолодшою з трьох сестер. Вона працює помічницею директора модельного агентства у Нью-Йорку і веде безтурботне світське життя. Усе раптово змінюється, коли її середня сестра Ліндсі з чоловіком Полом раптово гинуть у автокатастрофі, заповівши Гелен стати опікуном їхніх дітей, хоча здається, що старша сестра Дженні, у якої є власні діти, має більше досвіду, і тому вона б мала стати опікуном . Лист, який Ліндсі залишила Гелен, переконує молоду дівчину взяти на себе опікунство. Вона намагається вирішувати нові, пов'язані з дітьми, проблеми, не вибиваючись з напруженого трудового графіку, але це їй не дуже вдається. До того ж, у цей час у Гелен зав'язується роман з пастором Деном. Гелен доводиться змінити роботу, і, здається, вона звикає бути мамою. Та нових турбот додає старша з дітей 15-річна Одрі, яка почала зустрічатися не з тим хлопцем. Не маючи душевних сил протистояти Одрі, Гелен передає дітей під опіку Дженні. Але повернувшись до старого способу життя, Гелен не почуває себе щасливою і вирішує повернути дітей.

## Ролі виконували
- Кейт Гадсон — Гелен Гарріс
- Джон Корбетт — пастор Ден Паркер
- Джоан К'юсак — Дженні Портман
- Гейден Панеттьєр — Одрі Девіс
- Спенсер Бреслін[en] — Генрі Девіс
- Ебігейл Бреслін — Сара Девіс
- Гелен Міррен — Домінік
- Сакіна Джеффрі — Нілма Прасад
- Кевін Кілнер — Ед Портман
- Періс Гілтон — Ембер
- Фелісіті Гаффман — Ліндсі Девіс
- Амбер Валета — Мартіна
- Шон О'Браян — Пол Девіс
- Майкл Эспарса — Бізі
- Шакара Ледард — Тінка
- Ліза Робертс Гіллан — репортер

## Критика
Фільм отримав змішані, більше негативні відгуки: Rotten Tomatoes дав оцінку 25 % на основі 133 відгуків від критиків і 61 % від більш ніж 100 000 глядачів.